# Bourreria urbanii
Bourreria urbanii är en strävbladig växtart som beskrevs av Otto Eugen Schulz. Bourreria urbanii ingår i släktet Bourreria och familjen strävbladiga växter. Inga underarter finns listade i Catalogue of Life.